# Liste der Nummer-eins-Hits in Polen (2014)
Dies ist eine Liste der Nummer-eins-Hits in Polen im Jahr 2014. Sie basiert auf den offiziellen Airplay Top 100 und den Album Top 50, die im Auftrag des polnischen Związek Producentów Audio-Video erstellt werden.

## Singles
| ← 2013 ← | Liste der Nummer-eins-Hits in Polen | Liste der Nummer-eins-Hits in Polen     | Liste der Nummer-eins-Hits in Polen | 2015 →                    |
| \| Zeitraum \| Wo. ges. \| Interpret \| Titel Autor(en) \| Zusätzliche Informationen \| \| (Zeitraum, Wochen auf Platz eins, Interpret, Titel, Autor[en], zusätzliche Informationen) \| \| \| \| \| \| ----------------------------------------------------------------------------------------- \| -------- \| --------------------------------------- \| ------------------------------------------------------------------------------------------------------------------------------------------------------------------------------------------------------------------------------------------------------------------------------------------------------------------------------------------------------------ \| ------------------------- \| \| 7. Dezember 2013 – 17. Januar 2014 6 Wochen \| 6 \| Eminem feat. Rihanna \| The Monster Marshall Bruce Mathers III, Bryan G. Fryzel, Aaron L. Kleinstub, Jonathan David Bellion, Bleta Rexha, Robin Rihanna Fenty, Maki Athanasiou \| – \| \| 18. Januar 2014 – 24. Januar 2014 1 Woche \| 1 \| Avicii \| Hey Brother Vincent Fred Pontare, Salem Lars Al Fakir, Tim Bergling, Arash Andreas Pournouri, Veronica Sandra Karin Maggio \| – \| \| 25. Januar 2014 – 7. Februar 2014 2 Wochen \| 2 \| OneRepublic \| Something I Need Benjamin Joseph Levin, Ryan Benjamin Tedder \| – \| \| 1. März 2014 – 7. März 2014 1 Woche \| 1 \| Klingande \| Jubel Cédric Marc Nils Steinmyller, Edgar Pierre Raphael Raoul Catry \| – \| \| 8. März 2014 – 21. März 2014 2 Wochen (insgesamt 5) \| 5 \| Pharrell Williams \| Happy Pharrell Lanscilo Williams \| – \| \| 22. März 2014 – 27. März 2014 1 Woche \| 1 \| Faul & Wad Ad vs. Pnau \| Changes Nicholas George Littlemore, Samuel David Littlemore, Peter Bruce Mayes \| – \| \| 28. März 2014 – 11. April 2014 2 Wochen (insgesamt 5) \| 5 \| Milky Chance \| Stolen Dance Clemens Rehbein \| – \| \| 12. April 2014 – 18. April 2014 1 Woche \| 1 \| Avicii \| Addicted to You Tim Bergling, Arash Andreas Pournouri, Joshua Andrew Krajcik, Mac Davis \| – \| \| 19. April 2014 – 9. Mai 2014 3 Wochen (insgesamt 5) \| 5 \| Milky Chance \| Stolen Dance Clemens Rehbein \| – \| \| 10. Mai 2014 – 16. Mai 2014 1 Woche (insgesamt 3) \| 3 \| Clean Bandit feat. Jess Glynne \| Rather Be Grace Elizabeth Chatto, Jack Robert Patterson, Nicole Monique Justina Marshall, James John Napier \| – \| \| 17. Mai 2014 – 23. Mai 2014 1 Woche \| 1 \| Katy Perry feat. Juicy J \| Dark Horse Katheryn Elizabeth Hudson, Lukasz Sebastian Gottwald, Martin Karl Sandberg, Henry Russell Walter, Sarah Theresa Hudson, Jordan Michael Houston \| – \| \| 24. Mai 2014 – 6. Juni 2014 2 Wochen (insgesamt 3) \| 3 \| Clean Bandit feat. Jess Glynne \| Rather Be Grace Elizabeth Chatto, Jack Robert Patterson, Nicole Monique Justina Marshall, James John Napier \| – \| \| 7. Juni 2014 – 13. Juni 2014 1 Woche \| 1 \| Grzegorz Hyży & Tabb \| Na chwilę Bartosz Zielony, Karolina Kozak \| – \| \| 14. Juni 2014 – 20. Juni 2014 1 Woche \| 1 \| Mr. Probz \| Waves (Robin Schulz Remix) Dennis Princewell Stehr, Jihad Rahmouni \| – \| \| 21. Juni 2014 – 18. Juli 2014 4 Wochen \| 4 \| Nico & Vinz \| Am I Wrong Musik: Abdoulie Jallow, William Wiik Larsen; Text: Kahouly Nicolay Sereba, Vincent Dery \| – \| \| 19. Juli 2014 – 25. Juli 2014 1 Woche \| 1 \| Elaiza \| Is It Right Elżbieta Steinmetz, Frank Kretschmer, Adam Kesselhaut \| – \| \| 26. Juli 2014 – 8. August 2014 2 Wochen \| 2 \| Sigma \| Nobody to Love Michael George Dean, Robert E. Dukes, Malik Yusef el Shabazz Jones, Bobby L. Massey, Lester Allen McKenzie, Christopher Jamal Pope, Elon Rutberg, Jeffrey Sakiya Sandifer, Ronald Keith Self, John Roger Stephens, Kanye Omari West, Norman Virgil Whiteside, Charles Kent Wilson, Ernest Dion Wilson, Cydel Charles Young, Noah D. Goldstein \| – \| \| 9. August 2014 – 15. August 2014 1 Woche \| 1 \| Kasia Popowska \| Przyjdzie taki dzień Musik: Tomasz Cezary Konfederak, Przemyslaw Tomasz Kusmierski; Text: Marcin Krzysztof Kindla, Katarzyna Milena Popowska \| – \| \| 16. August 2014 – 22. August 2014 1 Woche \| 1 \| Sia Furler \| Chandelier Sia Kate Furler, Jesse Samuel Shatkin \| – \| \| 23. August 2014 – 29. August 2014 1 Woche \| 1 \| Sam Smith \| Stay with Me James John Napier, William Edward Phillips, Samuel Frederick Smith, Jeffrey Lynne, Thomas Earl Petty \| – \| \| 30. August 2014 – 10. Oktober 2014 6 Wochen \| 6 \| Lilly Wood & the Prick and Robin Schulz \| Prayer in C (Robin Schulz Remix) Nili Ben Meir, Benjamin Cotto \| – \| \| 11. Oktober 2014 – 24. Oktober 2014 2 Wochen \| 2 \| Magic! \| Rude Nasri Tony Atweh, Ben Spivak, Mark Richard Pellizzer, Alexander Tanasijczuk, Adam David Messinger \| – \| \| 25. Oktober 2014 – 31. Oktober 2014 1 Woche (insgesamt 2) \| 2 \| Meghan Trainor \| All About That Bass Kevin Paul Kadish, Meghan Elizabeth Trainor \| – \| \| 1. November 2014 – 14. November 2014 2 Wochen \| 2 \| Taylor Swift \| Shake It Off Taylor Alison Swift, Johan Karl Schuster, Martin Karl Sandberg \| – \| \| 15. November 2014 – 21. November 2014 1 Woche (insgesamt 2) \| 2 \| Meghan Trainor \| All About That Bass Kevin Paul Kadish, Meghan Elizabeth Trainor \| – \| \| 22. November 2014 – 19. Dezember 2014 4 Wochen \| 4 \| Tove Lo \| Habits (Stay High) Ebba Tove Elsa Nilsson, Jakob Bo Jerlström, Karl Ludvig Dagsson Söderberg, Daniel Alexander Ledinsky \| – \| \| 20. Dezember 2014 – 2. Januar 2015 2 Wochen \| 2 \| David Guetta feat. Sam Martin \| Dangerous Jason Gregory Evigan, Pierre David Guetta, Giorgio Hesdey Tuinfort, Samuel Denison Martin, Lindy Robbins \| – \| |                                     |                                         | |                           |
| ← 2013 |                                     |                                         | | → 2015 →                  |
| Zeitraum | Wo. ges.                            | Interpret                               | Titel Autor(en) | Zusätzliche Informationen |
| (Zeitraum, Wochen auf Platz eins, Interpret, Titel, Autor[en], zusätzliche Informationen) |                                     |                                         | |                           |
| 7. Dezember 2013 – 17. Januar 2014 6 Wochen | 6                                   | Eminem feat. Rihanna                    | The Monster Marshall Bruce Mathers III, Bryan G. Fryzel, Aaron L. Kleinstub, Jonathan David Bellion, Bleta Rexha, Robin Rihanna Fenty, Maki Athanasiou | –                         |
| 18. Januar 2014 – 24. Januar 2014 1 Woche | 1                                   | Avicii                                  | Hey Brother Vincent Fred Pontare, Salem Lars Al Fakir, Tim Bergling, Arash Andreas Pournouri, Veronica Sandra Karin Maggio | –                         |
| 25. Januar 2014 – 7. Februar 2014 2 Wochen | 2                                   | OneRepublic                             | Something I Need Benjamin Joseph Levin, Ryan Benjamin Tedder | –                         |
| 1. März 2014 – 7. März 2014 1 Woche | 1                                   | Klingande                               | Jubel Cédric Marc Nils Steinmyller, Edgar Pierre Raphael Raoul Catry | –                         |
| 8. März 2014 – 21. März 2014 2 Wochen (insgesamt 5) | 5                                   | Pharrell Williams                       | Happy Pharrell Lanscilo Williams | –                         |
| 22. März 2014 – 27. März 2014 1 Woche | 1                                   | Faul & Wad Ad vs. Pnau                  | Changes Nicholas George Littlemore, Samuel David Littlemore, Peter Bruce Mayes | –                         |
| 28. März 2014 – 11. April 2014 2 Wochen (insgesamt 5) | 5                                   | Milky Chance                            | Stolen Dance Clemens Rehbein | –                         |
| 12. April 2014 – 18. April 2014 1 Woche | 1                                   | Avicii                                  | Addicted to You Tim Bergling, Arash Andreas Pournouri, Joshua Andrew Krajcik, Mac Davis | –                         |
| 19. April 2014 – 9. Mai 2014 3 Wochen (insgesamt 5) | 5                                   | Milky Chance                            | Stolen Dance Clemens Rehbein | –                         |
| 10. Mai 2014 – 16. Mai 2014 1 Woche (insgesamt 3) | 3                                   | Clean Bandit feat. Jess Glynne          | Rather Be Grace Elizabeth Chatto, Jack Robert Patterson, Nicole Monique Justina Marshall, James John Napier | –                         |
| 17. Mai 2014 – 23. Mai 2014 1 Woche | 1                                   | Katy Perry feat. Juicy J                | Dark Horse Katheryn Elizabeth Hudson, Lukasz Sebastian Gottwald, Martin Karl Sandberg, Henry Russell Walter, Sarah Theresa Hudson, Jordan Michael Houston | –                         |
| 24. Mai 2014 – 6. Juni 2014 2 Wochen (insgesamt 3) | 3                                   | Clean Bandit feat. Jess Glynne          | Rather Be Grace Elizabeth Chatto, Jack Robert Patterson, Nicole Monique Justina Marshall, James John Napier | –                         |
| 7. Juni 2014 – 13. Juni 2014 1 Woche | 1                                   | Grzegorz Hyży & Tabb                    | Na chwilę Bartosz Zielony, Karolina Kozak | –                         |
| 14. Juni 2014 – 20. Juni 2014 1 Woche | 1                                   | Mr. Probz                               | Waves (Robin Schulz Remix) Dennis Princewell Stehr, Jihad Rahmouni | –                         |
| 21. Juni 2014 – 18. Juli 2014 4 Wochen | 4                                   | Nico & Vinz                             | Am I Wrong Musik: Abdoulie Jallow, William Wiik Larsen; Text: Kahouly Nicolay Sereba, Vincent Dery | –                         |
| 19. Juli 2014 – 25. Juli 2014 1 Woche | 1                                   | Elaiza                                  | Is It Right Elżbieta Steinmetz, Frank Kretschmer, Adam Kesselhaut | –                         |
| 26. Juli 2014 – 8. August 2014 2 Wochen | 2                                   | Sigma                                   | Nobody to Love Michael George Dean, Robert E. Dukes, Malik Yusef el Shabazz Jones, Bobby L. Massey, Lester Allen McKenzie, Christopher Jamal Pope, Elon Rutberg, Jeffrey Sakiya Sandifer, Ronald Keith Self, John Roger Stephens, Kanye Omari West, Norman Virgil Whiteside, Charles Kent Wilson, Ernest Dion Wilson, Cydel Charles Young, Noah D. Goldstein | –                         |
| 9. August 2014 – 15. August 2014 1 Woche | 1                                   | Kasia Popowska                          | Przyjdzie taki dzień Musik: Tomasz Cezary Konfederak, Przemyslaw Tomasz Kusmierski; Text: Marcin Krzysztof Kindla, Katarzyna Milena Popowska | –                         |
| 16. August 2014 – 22. August 2014 1 Woche | 1                                   | Sia Furler                              | Chandelier Sia Kate Furler, Jesse Samuel Shatkin | –                         |
| 23. August 2014 – 29. August 2014 1 Woche | 1                                   | Sam Smith                               | Stay with Me James John Napier, William Edward Phillips, Samuel Frederick Smith, Jeffrey Lynne, Thomas Earl Petty | –                         |
| 30. August 2014 – 10. Oktober 2014 6 Wochen | 6                                   | Lilly Wood & the Prick and Robin Schulz | Prayer in C (Robin Schulz Remix) Nili Ben Meir, Benjamin Cotto | –                         |
| 11. Oktober 2014 – 24. Oktober 2014 2 Wochen | 2                                   | Magic!                                  | Rude Nasri Tony Atweh, Ben Spivak, Mark Richard Pellizzer, Alexander Tanasijczuk, Adam David Messinger | –                         |
| 25. Oktober 2014 – 31. Oktober 2014 1 Woche (insgesamt 2) | 2                                   | Meghan Trainor                          | All About That Bass Kevin Paul Kadish, Meghan Elizabeth Trainor | –                         |
| 1. November 2014 – 14. November 2014 2 Wochen | 2                                   | Taylor Swift                            | Shake It Off Taylor Alison Swift, Johan Karl Schuster, Martin Karl Sandberg | –                         |
| 15. November 2014 – 21. November 2014 1 Woche (insgesamt 2) | 2                                   | Meghan Trainor                          | All About That Bass Kevin Paul Kadish, Meghan Elizabeth Trainor | –                         |
| 22. November 2014 – 19. Dezember 2014 4 Wochen | 4                                   | Tove Lo                                 | Habits (Stay High) Ebba Tove Elsa Nilsson, Jakob Bo Jerlström, Karl Ludvig Dagsson Söderberg, Daniel Alexander Ledinsky | –                         |
| 20. Dezember 2014 – 2. Januar 2015 2 Wochen | 2                                   | David Guetta feat. Sam Martin           | Dangerous Jason Gregory Evigan, Pierre David Guetta, Giorgio Hesdey Tuinfort, Samuel Denison Martin, Lindy Robbins | –                         |

## Alben
| ← 2013 ← | Liste der Nummer-eins-Hits in Polen | Liste der Nummer-eins-Hits in Polen | Liste der Nummer-eins-Hits in Polen                                     | 2015 →                    |
| \| Zeitraum \| Wo. ges. \| Interpret \| Titel \| Zusätzliche Informationen \| \| (Zeitraum, Wochen auf Platz eins, Interpret, Titel, zusätzliche Informationen) \| \| \| \| \| \| ------------------------------------------------------------------------------ \| -------- \| -------------------------- \| ----------------------------------------------------------------------- \| ------------------------- \| \| 23. Dezember 2013 – 1. Januar 2014 1 Woche \| 1 \| Sokół & Marysia Starosta \| Czarna biała magia \| – \| \| 2. Januar 2014 – 12. Januar 2014 2 Wochen \| 2 \| (Verschiedene Interpreten) \| 65 lat polskiej piosenki \| – \| \| 13. Januar 2014 – 19. Januar 2014 1 Woche \| 1 \| (Verschiedene Interpreten) \| Radio Plus: Zawsze w rytmie \| – \| \| 20. Januar 2014 – 2. Februar 2014 2 Wochen (insgesamt 9) \| 9 \| Kult \| MTV Unplugged \| – \| \| 3. Februar 2014 – 16. Februar 2014 2 Wochen \| 2 \| (Verschiedene Interpreten) \| Siesta 9 – muzyka moich ulic – przentuje Marcin Kydryński \| – \| \| 17. Februar 2014 – 23. Februar 2014 1 Woche \| 1 \| Behemoth \| The Satanist \| – \| \| 24. Februar 2014 – 2. März 2014 1 Woche \| 1 \| (Verschiedene Interpreten) \| Dekady polskiej ballady \| – \| \| 3. März 2014 – 9. März 2014 1 Woche \| 1 \| (Verschiedene Interpreten) \| European Jazz (2013) \| – \| \| 10. März 2014 – 16. März 2014 1 Woche \| 1 \| (Soundtrack) \| Violetta en vivo \| – \| \| 17. März 2014 – 23. März 2014 1 Woche \| 1 \| O.S.T.R. & Marco Polo \| Kartagina \| – \| \| 24. März 2014 – 30. März 2014 1 Woche \| 1 \| Andrea Bocelli \| Passione \| – \| \| 31. März 2014 – 13. April 2014 2 Wochen \| 2 \| (Verschiedene Interpreten) \| Przeboje muzycznej Jedynki \| – \| \| 14. April 2014 – 27. April 2014 2 Wochen \| 2 \| Luxtorpeda \| A morał tej historii mógłby być taki, mimo że cukrowe, to jednak buraki \| – \| \| 28. April 2014 – 11. Mai 2014 2 Wochen \| 2 \| Norah Jones \| Come Away with Me \| – \| \| 12. Mai 2014 – 25. Mai 2014 2 Wochen \| 2 \| (Verschiedene Interpreten) \| Smooth Jazz Café 2013 \| – \| \| 26. Mai 2014 – 1. Juni 2014 1 Woche \| 1 \| WhiteHouse \| Kodex 5 Elements \| – \| \| 2. Juni 2014 – 8. Juni 2014 1 Woche \| 1 \| Coldplay \| Ghost Stories \| – \| \| 9. Juni 2014 – 15. Juni 2014 1 Woche \| 1 \| Eldo \| Chi \| – \| \| 16. Juni 2014 – 29. Juni 2014 2 Wochen \| 2 \| Florence + the Machine \| Lungs \| – \| \| 30. Juni 2014 – 13. Juli 2014 2 Wochen \| 2 \| Lana Del Rey \| Ultraviolence \| – \| \| 14. Juli 2014 – 27. Juli 2014 2 Wochen \| 2 \| Pearl Jam \| Ten \| – \| \| 28. Juli 2014 – 10. August 2014 2 Wochen \| 2 \| Diana Krall \| The Very Best of Diana Krall \| – \| \| 11. August 2014 – 24. August 2014 2 Wochen \| 2 \| Andrea Bocelli \| Romanza \| – \| \| 25. August 2014 – 7. September 2014 2 Wochen \| 2 \| Justin Timberlake \| FutureSex/LoveSounds \| – \| \| 8. September 2014 – 21. September 2014 2 Wochen \| 2 \| Louis Armstrong \| Empik Jazz Club: Louis Armstrong \| – \| \| 22. September 2014 – 28. September 2014 1 Woche \| 1 \| (Verschiedene Interpreten) \| Muzyka do biegania \| – \| \| 29. September 2014 – 5. Oktober 2014 1 Woche \| 1 \| Włodi \| Wszystko z dymem \| – \| \| 6. Oktober 2014 – 12. Oktober 2014 1 Woche \| 1 \| Miuosh \| Pan z Katowic \| – \| \| 13. Oktober 2014 – 19. Oktober 2014 1 Woche \| 1 \| Chris Botti \| Chris Botti in Boston \| – \| \| 20. Oktober 2014 – 26. Oktober 2014 1 Woche \| 1 \| (Verschiedene Interpreten) \| Marek Sierocki przedstawia: I Love Film \| – \| \| 27. Oktober 2014 – 30. Oktober 2014 1 Woche \| 1 \| U2 \| Songs of Innocence \| – \| \| 31. Oktober 2014 – 6. November 2014 1 Woche \| 1 \| Happysad \| Jakby nie było jutra \| – \| \| 7. November 2014 – 13. November 2014 1 Woche \| 1 \| B.O.K \| Labirynt Babel \| – \| \| 14. November 2014 – 20. November 2014 1 Woche (insgesamt 2) \| 2 \| Donatan & Cleo \| Hiper/Chimera \| – \| \| 21. November 2014 – 27. November 2014 1 Woche \| 1 \| Pink Floyd \| The Endless River \| – \| \| 28. November 2014 – 4. Dezember 2014 1 Woche \| 1 \| Dawid Kwiatkowski \| Pop & Roll \| – \| \| 5. Dezember 2014 – 11. Dezember 2014 1 Woche \| 1 \| Leszek Możdżer \| Empik Jazz Club: Leszek Możdżer - The Very Best Of \| – \| \| 12. Dezember 2014 – 18. Dezember 2014 1 Woche \| 1 \| George Michael \| Symphonica \| – \| \| 19. Dezember 2014 – 25. Dezember 2014 1 Woche \| 1 \| (Verschiedene Interpreten) \| Christmas & the City. Platinum Edition \| – \| \| 26. Dezember 2014 – 1. Januar 2015 1 Woche \| 1 \| (Verschiedene Interpreten) \| 65 lat polskiej piosenki! Część 2 \| – \| |                                     |                                     |                                                                         |                           |
| ← 2013 |                                     |                                     |                                                                         | → 2015 →                  |
| Zeitraum | Wo. ges.                            | Interpret                           | Titel                                                                   | Zusätzliche Informationen |
| (Zeitraum, Wochen auf Platz eins, Interpret, Titel, zusätzliche Informationen) |                                     |                                     |                                                                         |                           |
| 23. Dezember 2013 – 1. Januar 2014 1 Woche | 1                                   | Sokół & Marysia Starosta            | Czarna biała magia                                                      | –                         |
| 2. Januar 2014 – 12. Januar 2014 2 Wochen | 2                                   | (Verschiedene Interpreten)          | 65 lat polskiej piosenki                                                | –                         |
| 13. Januar 2014 – 19. Januar 2014 1 Woche | 1                                   | (Verschiedene Interpreten)          | Radio Plus: Zawsze w rytmie                                             | –                         |
| 20. Januar 2014 – 2. Februar 2014 2 Wochen (insgesamt 9) | 9                                   | Kult                                | MTV Unplugged                                                           | –                         |
| 3. Februar 2014 – 16. Februar 2014 2 Wochen | 2                                   | (Verschiedene Interpreten)          | Siesta 9 – muzyka moich ulic – przentuje Marcin Kydryński               | –                         |
| 17. Februar 2014 – 23. Februar 2014 1 Woche | 1                                   | Behemoth                            | The Satanist                                                            | –                         |
| 24. Februar 2014 – 2. März 2014 1 Woche | 1                                   | (Verschiedene Interpreten)          | Dekady polskiej ballady                                                 | –                         |
| 3. März 2014 – 9. März 2014 1 Woche | 1                                   | (Verschiedene Interpreten)          | European Jazz (2013)                                                    | –                         |
| 10. März 2014 – 16. März 2014 1 Woche | 1                                   | (Soundtrack)                        | Violetta en vivo                                                        | –                         |
| 17. März 2014 – 23. März 2014 1 Woche | 1                                   | O.S.T.R. & Marco Polo               | Kartagina                                                               | –                         |
| 24. März 2014 – 30. März 2014 1 Woche | 1                                   | Andrea Bocelli                      | Passione                                                                | –                         |
| 31. März 2014 – 13. April 2014 2 Wochen | 2                                   | (Verschiedene Interpreten)          | Przeboje muzycznej Jedynki                                              | –                         |
| 14. April 2014 – 27. April 2014 2 Wochen | 2                                   | Luxtorpeda                          | A morał tej historii mógłby być taki, mimo że cukrowe, to jednak buraki | –                         |
| 28. April 2014 – 11. Mai 2014 2 Wochen | 2                                   | Norah Jones                         | Come Away with Me                                                       | –                         |
| 12. Mai 2014 – 25. Mai 2014 2 Wochen | 2                                   | (Verschiedene Interpreten)          | Smooth Jazz Café 2013                                                   | –                         |
| 26. Mai 2014 – 1. Juni 2014 1 Woche | 1                                   | WhiteHouse                          | Kodex 5 Elements                                                        | –                         |
| 2. Juni 2014 – 8. Juni 2014 1 Woche | 1                                   | Coldplay                            | Ghost Stories                                                           | –                         |
| 9. Juni 2014 – 15. Juni 2014 1 Woche | 1                                   | Eldo                                | Chi                                                                     | –                         |
| 16. Juni 2014 – 29. Juni 2014 2 Wochen | 2                                   | Florence + the Machine              | Lungs                                                                   | –                         |
| 30. Juni 2014 – 13. Juli 2014 2 Wochen | 2                                   | Lana Del Rey                        | Ultraviolence                                                           | –                         |
| 14. Juli 2014 – 27. Juli 2014 2 Wochen | 2                                   | Pearl Jam                           | Ten                                                                     | –                         |
| 28. Juli 2014 – 10. August 2014 2 Wochen | 2                                   | Diana Krall                         | The Very Best of Diana Krall                                            | –                         |
| 11. August 2014 – 24. August 2014 2 Wochen | 2                                   | Andrea Bocelli                      | Romanza                                                                 | –                         |
| 25. August 2014 – 7. September 2014 2 Wochen | 2                                   | Justin Timberlake                   | FutureSex/LoveSounds                                                    | –                         |
| 8. September 2014 – 21. September 2014 2 Wochen | 2                                   | Louis Armstrong                     | Empik Jazz Club: Louis Armstrong                                        | –                         |
| 22. September 2014 – 28. September 2014 1 Woche | 1                                   | (Verschiedene Interpreten)          | Muzyka do biegania                                                      | –                         |
| 29. September 2014 – 5. Oktober 2014 1 Woche | 1                                   | Włodi                               | Wszystko z dymem                                                        | –                         |
| 6. Oktober 2014 – 12. Oktober 2014 1 Woche | 1                                   | Miuosh                              | Pan z Katowic                                                           | –                         |
| 13. Oktober 2014 – 19. Oktober 2014 1 Woche | 1                                   | Chris Botti                         | Chris Botti in Boston                                                   | –                         |
| 20. Oktober 2014 – 26. Oktober 2014 1 Woche | 1                                   | (Verschiedene Interpreten)          | Marek Sierocki przedstawia: I Love Film                                 | –                         |
| 27. Oktober 2014 – 30. Oktober 2014 1 Woche | 1                                   | U2                                  | Songs of Innocence                                                      | –                         |
| 31. Oktober 2014 – 6. November 2014 1 Woche | 1                                   | Happysad                            | Jakby nie było jutra                                                    | –                         |
| 7. November 2014 – 13. November 2014 1 Woche | 1                                   | B.O.K                               | Labirynt Babel                                                          | –                         |
| 14. November 2014 – 20. November 2014 1 Woche (insgesamt 2) | 2                                   | Donatan & Cleo                      | Hiper/Chimera                                                           | –                         |
| 21. November 2014 – 27. November 2014 1 Woche | 1                                   | Pink Floyd                          | The Endless River                                                       | –                         |
| 28. November 2014 – 4. Dezember 2014 1 Woche | 1                                   | Dawid Kwiatkowski                   | Pop & Roll                                                              | –                         |
| 5. Dezember 2014 – 11. Dezember 2014 1 Woche | 1                                   | Leszek Możdżer                      | Empik Jazz Club: Leszek Możdżer - The Very Best Of                      | –                         |
| 12. Dezember 2014 – 18. Dezember 2014 1 Woche | 1                                   | George Michael                      | Symphonica                                                              | –                         |
| 19. Dezember 2014 – 25. Dezember 2014 1 Woche | 1                                   | (Verschiedene Interpreten)          | Christmas & the City. Platinum Edition                                  | –                         |
| 26. Dezember 2014 – 1. Januar 2015 1 Woche | 1                                   | (Verschiedene Interpreten)          | 65 lat polskiej piosenki! Część 2                                       | –                         |

## Jahreshitparaden
| ← 2013 ← | Liste der Nummer-eins-Hits in Polen | Liste der Nummer-eins-Hits in Polen           | Liste der Nummer-eins-Hits in Polen | 2015 →   |
| \| Singles \| Position# \| Alben \| \| ------------------------------------------------------------------------------------------------------------------------------------------ \| --------- \| --------------------------------------------- \| \| Stolen Dance Milky Chance Clemens Rehbein \| 1 \| Mini World Indila \| \| I See Fire Ed Sheeran Edward Christopher Sheeran \| 2 \| Składam się z ciągłych powtórzeń Artur Rojek \| \| Jubel Klingande Cédric Marc Nils Steinmyller, Edgar Pierre Raphael Raoul Catry \| 3 \| The Endless River Pink Floyd \| \| Happy Pharrell Williams Pharrell Lanscilo Williams \| 4 \| Pop & Roll Dawid Kwiatkowski \| \| Changes Faul & Wad Ad vs. Pnau Nicholas George Littlemore, Samuel David Littlemore, Peter Bruce Mayes \| 5 \| Migracje Mela Kotulek \| \| Prayer in C (Robin Schulz Remix) Lilly Wood & the Prick and Robin Schulz Nili Ben Meir, Benjamin Cotto \| 6 \| Comfort and Happiness Dawid Podsiadło \| \| Rather Be Clean Bandit feat. Jess Glynne Grace Elizabeth Chatto, Jack Robert Patterson, Nicole Monique Justina Marshall, James John Napier \| 7 \| Symphonica George Michael \| \| Am I Wrong Nico & Vinz Musik: Abdoulie Jallow, William Wiik Larsen; Text: Kahouly Nicolay Sereba, Vincent Dery \| 8 \| Męskie granie 2014 (Verschiedene Interpreten) \| \| Waves (Robin Schulz Remix) Mr. Probz Dennis Princewell Stehr, Jihad Rahmouni \| 9 \| Jestem … Bednarek \| \| Nic do stracenia Mrozu Łukasz Mróz \| 10 \| Ghost Stories Coldplay feat. Sound n’ Grace \| |                                     |                                               |                                     |          |
| ← 2013 |                                     |                                               |                                     | → 2015 → |
| Singles | Position#                           | Alben                                         |                                     |          |
| Stolen Dance Milky Chance Clemens Rehbein | 1                                   | Mini World Indila                             |                                     |          |
| I See Fire Ed Sheeran Edward Christopher Sheeran | 2                                   | Składam się z ciągłych powtórzeń Artur Rojek  |                                     |          |
| Jubel Klingande Cédric Marc Nils Steinmyller, Edgar Pierre Raphael Raoul Catry | 3                                   | The Endless River Pink Floyd                  |                                     |          |
| Happy Pharrell Williams Pharrell Lanscilo Williams | 4                                   | Pop & Roll Dawid Kwiatkowski                  |                                     |          |
| Changes Faul & Wad Ad vs. Pnau Nicholas George Littlemore, Samuel David Littlemore, Peter Bruce Mayes | 5                                   | Migracje Mela Kotulek                         |                                     |          |
| Prayer in C (Robin Schulz Remix) Lilly Wood & the Prick and Robin Schulz Nili Ben Meir, Benjamin Cotto | 6                                   | Comfort and Happiness Dawid Podsiadło         |                                     |          |
| Rather Be Clean Bandit feat. Jess Glynne Grace Elizabeth Chatto, Jack Robert Patterson, Nicole Monique Justina Marshall, James John Napier | 7                                   | Symphonica George Michael                     |                                     |          |
| Am I Wrong Nico & Vinz Musik: Abdoulie Jallow, William Wiik Larsen; Text: Kahouly Nicolay Sereba, Vincent Dery | 8                                   | Męskie granie 2014 (Verschiedene Interpreten) |                                     |          |
| Waves (Robin Schulz Remix) Mr. Probz Dennis Princewell Stehr, Jihad Rahmouni | 9                                   | Jestem … Bednarek                             |                                     |          |
| Nic do stracenia Mrozu Łukasz Mróz | 10                                  | Ghost Stories Coldplay feat. Sound n’ Grace   |                                     |          |